# Virginia Brissac
Virginia Brissac (San Jose (Californië), 11 juni 1883 - Santa Fe (New Mexico), 26 juli 1979) was een Amerikaanse actrice.

## Levensloop en carrière
Als jong meisje was Brissac al gecharmeerd door acteurs. Zo verzamelde ze handtekeningen van onder meer Sarah Bernhardt, Eleonora Duse, Richard Mansfield, Henry Irving en Rudyard Kipling. In 1902 begon Brissac met het spelen in theaters. Pas vele jaren later, in 1935 maakte ze de overstap naar film. Haar laatste rol speelde ze in 1955 in Rebel Without a Cause als grootmoeder van Jim Stark (gespeeld door James Dean).
In 1906 huwde Brissac met Eugene Mockbee, met wie ze een dochter kreeg (Ardel Wray (1907-1983)). Het paar scheidde in 1912. Later huwde ze met acteur John Griffith Wray, van wie ze in 1927 scheidde. Ze overleed in 1979 op 96-jarige leeftijd.

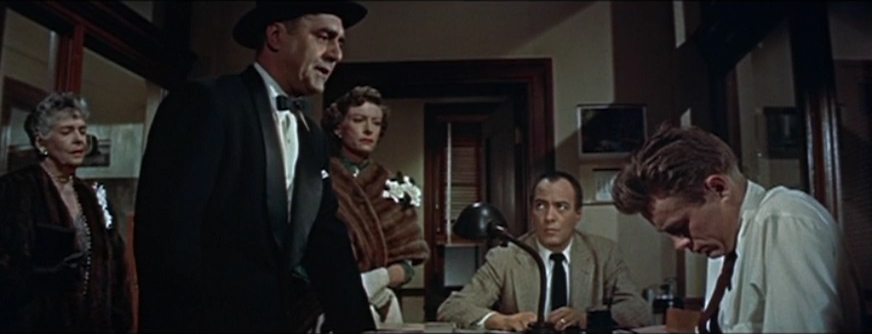
Virginia Brissac, Jim Backus, Ann Doran, Edward Platt, en James Dean in Rebel Without a Cause (1955)

- Bibliothèque nationale de France: cb146710969 (data)
- Library of Congress Control Number: n86105743
- Nationale Bibliotheek van Israël: 987007353288405171
- Système universitaire de documentation: 248222449
- Virtual International Authority File: 34718376
- WorldCat: E39PBJpJbd66P3GbmwtRRk4Xh3